# Varde (gravsted)
 For alternative betydninger, se Varde (flertydig). (Se også artikler, som begynder med Varde)
En varde er en form for gravsted, hvor den afdøde bliver placeret enten på jorden eller i et hul i jorden og derefter tildækket med sten. Denne form for begravelse er blevet brugt i flere forskellige civilisationer, blandt andet i vikingetiden og i det keltiske Irland og Skotland. Ud over som gravsted har varder igennem tiden haft en lang række andre funktioner, såsom sømærke på land, til landkending.